# Antiterrorismo pronto impiego

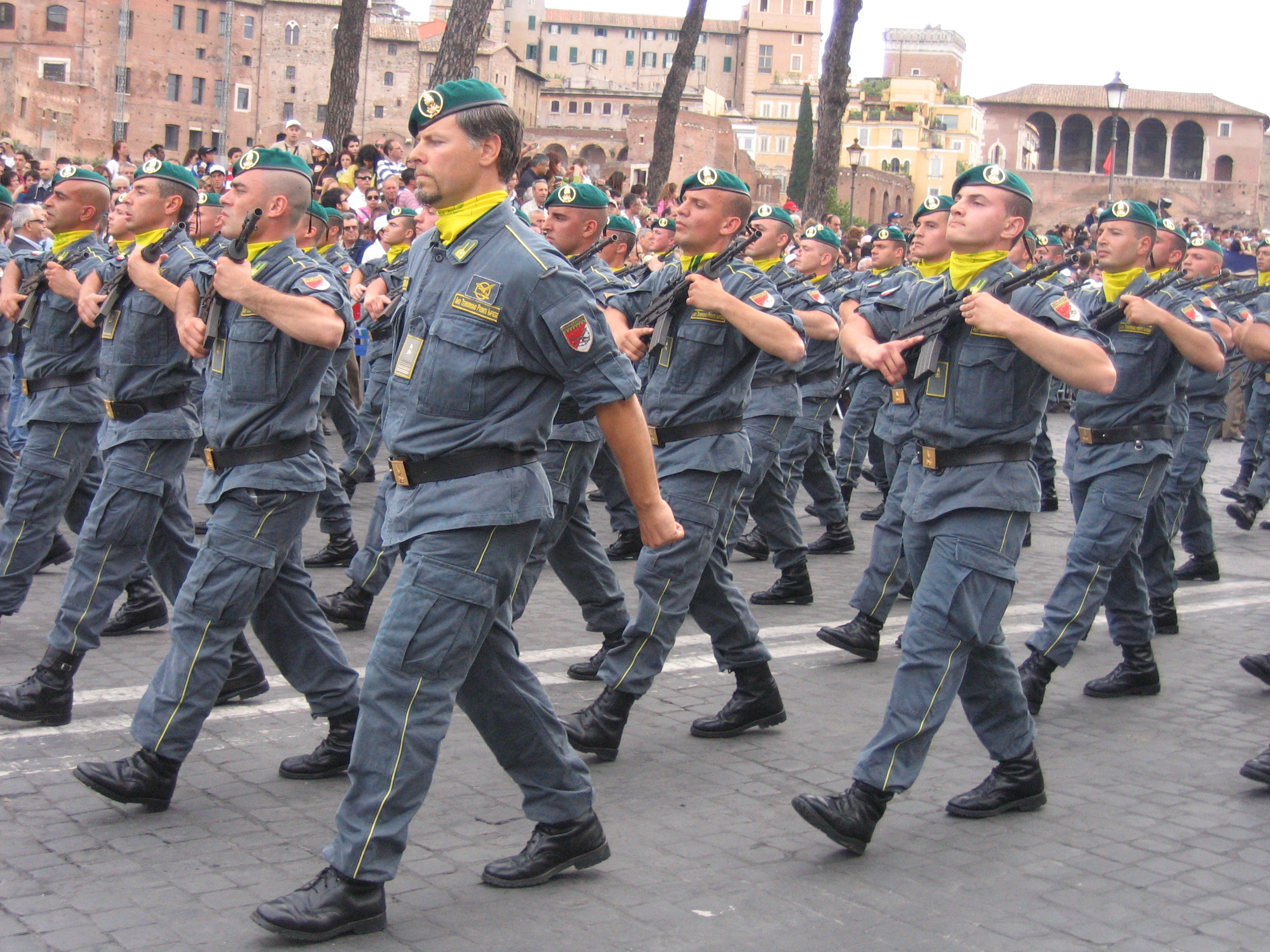
Militari dell'ATPI alla parata del 2 giugno

Reparti AntiTerrorismo – Pronto Impiego (in acronimo AT-P.I.) sono definiti delle unità operative con compiti speciali della Guardia di Finanza. Sono noti come "Baschi Verdi". I loro compiti principali sono: l'attività antiterrorismo e la vigilanza degli obiettivi sensibili, il mantenimento dell’ordine e della sicurezza pubblica, il servizio 117, il controllo del territorio, la protezione di personalità a rischio. Compito altrettanto importante è il supporto alle unità territoriali e/o specializzate, durante operazioni ad alto rischio, come cattura di latitanti e operazioni in aree criminali.

## Storia
Nel 1972 fu costituita una "Compagnia Speciale di Sicurezza” per la protezione di Banca d'Italia e ministero del tesoro, e nel 1974 il Reparto Scorta Valori. Con il 1º corso di  “Pronto Impiego”, che si tenne a Portoferraio nel 1975,  nacque il  “Plotone di Pronto Impiego”,  anche definito “contingente antiterrorismo”.
Dalle 5 Sezioni Vigilanza e Scorta Valori presso la Banca d'Italia e di 3 compagnie (Roma, Napoli e Loreto), fu creato nel 1977 il personale SVATPI (Scorta Valori Antiterrorismo Pronto Impiego), 700 unità per il contrasto alle azioni delle Brigate Rosse ai danni dei furgoni porta valori della Banca d'Italia. Gli SVATPI saranno in seguito impiegati quali nuclei scorta per diverse personalità di spicco, tra le quali l'allora Ministro delle Finanze Filippo Maria Pandolfi (il quale, secondo confessioni giunte da un terrorista, sarebbe stato al centro di un piano di rapimento fallito proprio a causa della presenza degli operatori). 
I Corsi S.V.A.T.-P.I. sono stati complessivamente 16, di cui l'ultimo nell'estate del 1981.
Con il passaggio nel 1982 del servizio di vigilanza e scorta valori della Banca d’Italia all’Arma dei Carabinieri, il reparto è stato ridefinito "Antiterrorismo e Pronto Impiego" (AT-P.I.) nel 1983, durante i cosiddetti "anni di piombo".
Dal 1º gennaio 2019, con la riforma dei reparti territoriali della Guardia di Finanza, disposta dal comando generale, le compagnie AT-P.I. sono inserite nei quadri dei gruppi provinciali della G.d.F.

## Funzioni
È specializzato nell'attività antiterrorismo, con la vigilanza degli aeroporti, dei porti e degli obiettivi considerati sensibili.
Svolge il servizio di pronto intervento 117, opera inoltre nel contrasto ai traffici illeciti, con specifico riguardo all'area della criminalità organizzata, del contrabbando, degli stupefacenti, delle armi e dell'immigrazione clandestina
.
Il comparto Pronto Impiego è impiegato anche quale reparto mobile a supporto alle operazioni dei reparti territoriali, dispiegando ad esempio squadre di tiratori scelti nel corso di operazioni volte al sequestro di sostanze stupefacenti, o nuclei tattici per compiti ad elevato rischio. Concorre al mantenimento dell'ordine e della sicurezza pubblica con le altre Forze di Polizia: le compagnie che compongono il reparto possono inoltre essere dispiegate quali unità antisommossa in gravi situazioni di minaccia per l'ordine pubblico. Il personale dell'AT-P.I. viene inoltre impiegato nel servizio scorta per il Ministro dell'Economia e per altre personalità per le quali è prevista la tutela.
L'AT-P.I. è addestrato anche nella liberazione di ostaggi e può essere impiegato nelle missioni internazionali di pace.

## Struttura
L'AT-P.I. è articolato in Gruppi Pronto impiego e Compagnie Pronto impiego.
A loro volta articolati in Sezioni, composte da Squadre Operative AT-P.I. costituite da 7/9 elementi (anche se la consistenza di queste ultime può variare a seconda delle esigenze operative cui far fronte). Le aliquote di tiratori scelti sono invece presenti solo in alcuni reparti e prevalentemente nelle grandi città (nonché impiegate quasi esclusivamente in ambito aeroportuale). L'AT-P.I. può essere inquadrato anche in sezioni di 50 elementi, a loro volta divisi in squadre da 10 elementi, con a capo di solito un Maresciallo.

## Formazione
La formazione dei "Baschi Verdi" avviene dal 1996 presso la Scuola addestramento di specializzazione del Corpo di Orvieto.
già Compagnia Corsi di Specializzazione, "CCS" istituita presso la Sede della Legione Allievi Finanzieri alle dipendenze del II Battaglione Allievi Finanzieri. Il 1996 fu l'anno in cui la CCS venne temporaneamente trasferita presso la sede del Battaglione Allievi Finanzieri di Mondovì ove fu pianificato e portato a termine forse il primo Corso di Specializzazione per numero di militari partecipanti. Precedentemente i militari della Guardia di Finanza, nei ruoli Ispettori, Sovrintendenti, Appuntati e Finanzieri, acquisiscono la qualifica "ATPI" dopo aver frequentato e superato un apposito corso di specializzazione.
Attualmente la GdF emana appositi bandi d'arruolamento per l'esterno, riservati specificatamente per l'ATPI.

### Addestramento
I militari impegnati nell'attività Didattico Addestrativa AT-P.I. vengono duramente addestrati all'utilizzo delle tecniche di polizia necessarie a fronteggiare situazioni gravi di ordine pubblico, scorta e tutela di personalità a rischio, difesa personale, killing house, Inoltre vengono insegnate tecniche di verbalizzazione di polizia (polizia giudiziaria ed amministrativa, in genere), e tecniche di tiro di polizia con armi di vario tipo.
Tecniche insegnate:
- Difesa Personale e Arti Marziali
- Tiro di Polizia e Dinamico
- Azioni Particolari ed Ardimento (liberazione di ostaggi di tipo militare e di polizia, irruzione in caseggiati)
- Scorte di Sicurezza (1º livello)
- Tecnica di guida operativa veloce e di auto blindate (della durata di quindici giorni, e comprendente tecniche di guida difensiva ed offensiva)
- Tecniche di Guerriglia ed Antiguerriglia
- Tecniche di Polizia
- Difesa N.B.C.R.
- Ordine Pubblico

Vista la delicatezza dei compiti che sarà chiamato a svolgere, un militare dell'AT-P.I. necessita di continue attività di addestramento e/o aggiornamento.
Il personale, al termine dell'addestramento specifico, è chiamato a svolgere attività di servizio prioritariamente orientate nel settore della Polizia Giudiziaria e della Polizia di sicurezza, oltre agli specifici compiti di Polizia Economico - Finanziaria comuni a tutti gli appartenenti al Corpo.

## Armamento
L'armamento individuale di un operatore AT-P.I. consiste della pistola d'ordinanza Beretta 92 FS.
Ogni squadra ha poi a disposizione:
- le pistole mitragliatrice Beretta M12 con caricatore da 32 colpi e in calibro 9 mm Parabellum.
- 2 fucili d'assalto Beretta SC 70/90 in calibro 5,56 x 45mm NATO (al quale, in precedenza, veniva applicato un tromboncino in grado di lanciare candelotti lacrimogeni e dotato di un proprio grilletto; adesso viene utilizzato un lanciatore di lacrimogeni apposito, indipendente dal fucile di assalto SC 70/90).
- 1 fucile a pompa/semi-automatico Franchi SPAS-12 in calibro 12/70 mm, il quale può essere armato con munizionamento non letale (in gomma), pallettoni, palla singola e "demolition", in grado di scardinare porte.

Nell'armeria dell'unità trovano spazio anche alcune pistole mitragliatrici Heckler & Koch MP5, le quali possono esser caricate con palla frangibile e/o a bassa velocità, per eventuali interventi in spazi ristretti (quali gli aeromobili), dove può essere elevata la presenza di ostaggi. Tra i fucili di precisione impiegati dal reparto, troviamo il Sako TRG e l'Heckler & Koch PSG1.
Per ciò che concerne i servizi di ordine pubblico, il reparto fa uso del consueto equipaggiamento operativo, il quale comprende caschi, scudi e sfollagente.

## Automezzi

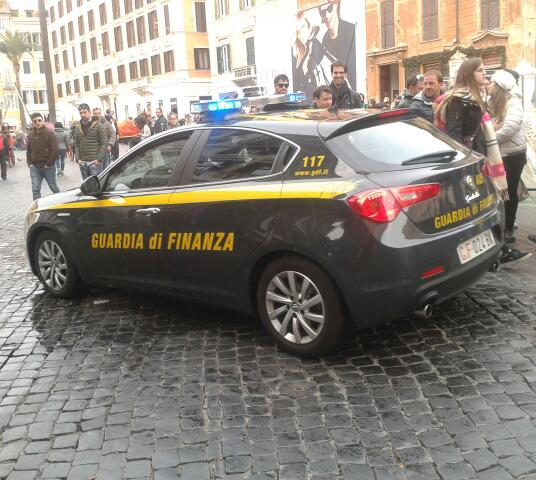
Una Giulietta fotografata a Roma

Tra gli automezzi in dotazione figurano le Alfa Romeo Tonale versione 1.5 ibrido da 160 cv, le  Alfa Romeo Giulia in versione 2.0 turbo benzina 200 cv, le Alfa Romeo 159 in versione 1.750 TBi (turbo benzina) da 200 cv e le Alfa Romeo Giulietta in versione sia 2.0 JTDm che 1.6 JTDm (entrambe turbo diesel, 170 e 120 cv), tutte autovetture usate perlopiù come auto da inseguimento e servizio 117; l'AT-P.I. ha poi in dotazione furgoni blindati Iveco Daily III per i servizi di ordine pubblico e fuoristrada blindati quali Mitsubishi Pajero 3.2 glx (diesel).
Ad aprile 2019 la Guardia di Finanza introduce due esemplari del Peugeot 3008 per i comandi AT-P.I. di Milano e Roma, di cui uno per il controllo del territorio in materia economico-fiscale, e l'altro per l'ordine pubblico. Per l'espletamento dei suddetti servizi la prima versione presenta uno scrittoio in materiale plastico ricavato nella cappelliera posteriore ed un organizzatore del vano bagagli per dotazioni operative, mentre la seconda dispone di un sistema di ritenuta per il trasporto di caschi e scudi; infine, entrambe le versioni sono dotate dei vari dispositivi normalmente utilizzati sui veicoli di polizia, come lampeggianti, faro brandeggiabile, supporti per il porto della Beretta M12 e blindatura.

## Attività operative degne di nota
- 28 febbraio 1982, Padova: un'intera compagnia S.V.A.T.-P.I. - la 3ª Compagnia P.I. di Loreto (AN)  fornì copertura, circondando un intero quartiere, alla squadra NOCS della Polizia di Stato durante l'incursione per la liberazione del generale statunitense James Lee Dozier, comandante delle forze NATO, rapito a Verona il 17 dicembre 1981 dalle Brigate Rosse.[5]
- 1984/1990 tutela e scorta del capo del Pool antimafia Antonino Caponnetto;
- Giugno/ottobre 1988, Reggio Calabria, 30 operatori della 6ª Compagnia ATPI Napoli sono impiegati in territorio montano e urbano alla ricerca del sequestrato Cesare Casella.
- Maggio/settembre 1991, Lamezia Terme: la Sezione Operativa di Chiavenna (SO) della 3ª compagnia Como, con sede in Lavena Ponte Tresa, viene impiegata con compiti di controllo del territorio e di ordine pubblico nell'intera regione Calabria, con particolare riguardo alla zona della Locride.
- 1992/1998, Palermo, Operazione Vespri siciliani: operatori ATPI provenienti da tutti i reparti presenti sul territorio vengono impiegati in attività di controllo del territorio e di ordine pubblico, nel quadro di una più ampia strategia volta al consolidamento della presenza dello Stato in Sicilia, all'indomani dell'attentato dove persero la vita il Giudice Falcone, la moglie e gli operatori di scorta.
- 1992, Bari, 25 operatori della 3ª Compagnia ATPI Napoli sono impiegati in supporto ai reparti territoriali nell'operazione di contrasto al contrabbando voluta dal ministro delle Finanze pro-tempore Rino Formica.
- 1987/1994, a rotazione, quattro operatori ATPI della 3ª Compagnia Napoli vengono impiegati a Roma, come tutela al Presidente della Corte Costituzionale.
- Febbraio/giugno 1994, Villa Literno: venticinque militari ATPI della 3ª compagnia Como, con sede in Lavena Ponte Tresa, unitamente a cinque della 4ª Compagnia di Roma, prendono parte ad attività anticontrabbando, controllo del territorio e prevenzione dell'immigrazione clandestina. Tali militari sono stati successivamente dispiegati in occasione del G7 svoltosi a Napoli, quale scorta a beneficio di varie delegazioni straniere, e con compiti di controterrorismo.
- 1996/1999, missione "Milano - Massima Sicurezza": attività antimmigrazione ed anticontrabbando.
- 2000/2002, Puglia, missione "Primavera": attività anticontrabbando[6].
- 20/22 luglio 2001, Genova, vertice G8: attività volta a garantire la sicurezza del vertice.
- 2003, Napoli e Provincia, missione "Alto Impatto" per contrasto micro criminalità.
- 2006/2013 partecipazione alla missione della Guardia di Finanza in Afghanistan volta all'addestramento della polizia doganale neo costituita.[7]
- 8/10 luglio 2009, L'Aquila: Ai Baschi Verdi (più alcuni elementi dei NOCS della Polizia di Stato e dei GIS dei Carabinieri) è stato affidato il servizio di sicurezza della Scuola Ispettori e Sovrintendenti della Guardia di Finanza di L'Aquila, sede del Summit del G8.
- 8/10 luglio 2009, L'Aquila: Per la prima volta nella storia, due militari italiani, ovvero due Baschi Verdi[8] vengono inglobati nella scorta personale del Presidente degli Stati Uniti, Barack Obama, su espressa richiesta dello staff presidenziale.[9]
- 7 agosto 2011, dopo la sparatoria di Borgo Casale Vicenza, nella quale si scontrano due bande criminali albanesi[10], vengono inviate a Vicenza diverse squadre di Baschi Verdi, per incrementare la sicurezza e l'ordine pubblico nella città.[11]
- 19 ottobre 2013, diverse squadre di Baschi Verdi in assetto anti-sommossa fronteggiano e respingono centinaia di black bloc che prendono d'assalto il Ministero dell'economia, in via XX Settembre, a Roma.[12]
- 10 maggio 2017: dopo la strage di San Marco in Lamis, il ministro dell'Interno Marco Minniti invia, oltre ai reparti specializzati della Polizia di Stato e dell'Arma dei Carabinieri, numerosi operatori A.T.P.I. per fronteggiare l'escalation di violenza nella Provincia di Foggia[13]
- 26/27 maggio 2017, Taormina, vertice G7: 250 operatori A.T.P.I. vengono impiegati in attività volta a garantire la sicurezza del vertice.
- 4 aprile 2019, una squadra di baschi verdi, impegnata in un blitz antidroga a Milano, nel quartiere Corvetto,  immobilizza e arresta un extracomunitario che, in evidente stato di alterazione, minacciava i passanti con una katana. L'efficacia e l'addestramento degli operatori permetteva di disarmare il soggetto, che tentava anche di aggredirli con un coltello.[14]
- 9 marzo 2020, nella rivolta al carcere di Foggia, due squadre ATPI sono le prime ad accorrere sul posto, e, in tenuta antisommossa, mettono in sicurezza l’intera area, supportati successivamente dalle altre Forze di Polizia.
- 16 agosto 2024, una pattuglia di baschi verdi, durante un servizio di controllo del territorio, disarma ed arresta un soggetto che brandiva una roncola minacciando i passanti. [15]

### Missioni all'estero
L'A.T.P.I. è stato impiegato in Albania quale protezione per i reparti di mare della Guardia di Finanza dispiegati nell'ambito della missione CAM-SEA. Nel periodo del Governo Amato, straordinariamente, l'unità era stata assegnata quale scorta per il Presidente del Consiglio, sotto specifica richiesta dello stesso (un decreto del Ministero dell'Interno prevede che questa sia affidata al NOCS o al GIS).
Importanti anche i dispiegamenti operativi all'estero, quali quello sul Danubio (come squadra di sicurezza delle unità navali della GdF), con il contingente italiano in Kosovo, e infine in Afghanistan dove con la Task Force "Grifo" gli operatori dei Baschi Verdi, congiuntamente a finanzieri specializzati in operazioni doganali, hanno addestrato la polizia doganale afgana per migliorarne le capacità di controllo delle frontiere e per affinarne le tecniche di contrasto all'evasione dei tributi doganali.

## Caduti
In ultimo, non si può dimenticare il tributo di sangue pagato dall'A.T.P.I. in varie località d'Italia: a Brindisi (vicebrigadiere Alberto De Falco e il finanziere scelto Antonio Sottile)), a Brandizzo (App. Francesco Salerno, il 04-11-2005), a Frosinone (brigadiere Domenico Stanisci), a Carovigno (finanziere scelto Fabio Perissinotto), a Palermo il Fin. Pasquale Gagliardo, rimasto gravemente ferito e successivamente premiato dal presidente del consiglio Giuseppe Conte con la medaglia di bronzo al valore della Guardia di Finanza.